# Юстон-сквер (станція метро)
51°31′33″ пн. ш. 0°08′09″ зх. д. / 51.5258° пн. ш. 0.1358° зх. д.

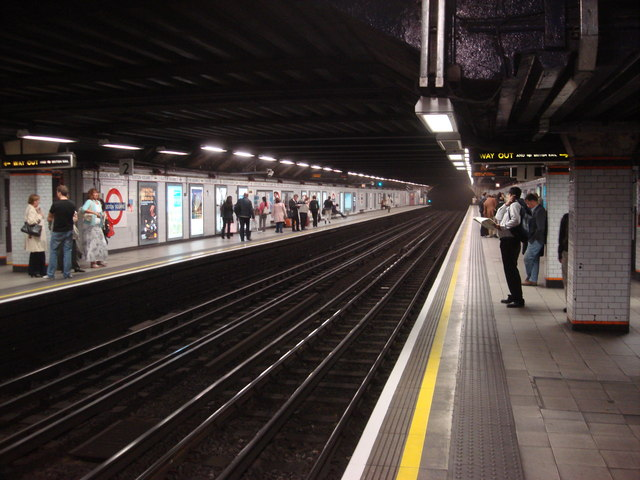
Платформа станції

Юстон-сквер (англ. Euston Square tube station) — станція Лондонського метрополітену в районі Кемден. Станція розташована під рогом вулиць Юстон-роуд та Гауер-стріт з північного боку Університетського коледжу Лондона. Неподалік розташована залізнична станція «Юстон». Станцію «Юстон-сквер» обслуговують поїзди, що прямують по лініях Кільцевій, Метрополітен і Гаммерсміт-енд-Сіті, розташована на дільниці між Грейт-Портленд-стріт та Кінгс-Крос-Сент-Панкрас., належить до 1-ї тарифної зони. У 2014 році пасажирообіг по станції склав 14,33 млн осіб

## Історія
- 10 січня 1863 — відкрита у складі першої в світі лінії метрополітену Metropolitan Railway (MR), як Гауер-стріт[4].
- 1 листопада 1909 — перейменована на Юстон-сквер [4]

## Конструкція
Однопрогінна станція мілкого закладення з двома береговими платформами

## Пересадки
- на автобуси оператора London Buses маршрутів №10, 14, 18, 24, 27, 29, 30, 73, 88, 134, 205, 390 та нічні № N5, N18, N20, N29, N73, N205 та N279
- У кроковій досяжності знаходяться станції Юстон, Юстон та Воррен-стріт